# Spodoptera antipodea
Spodoptera antipodea är en fjärilsart som beskrevs av W. Warren 1914. Spodoptera antipodea ingår i släktet Spodoptera och familjen nattflyn. Inga underarter finns listade i Catalogue of Life.